# Patricia Miranda
Patricia Noriko Miranda (* 11. Juni 1979 in Manteca, Kalifornien) ist eine US-amerikanische Ringerin. Sie gewann bei den Olympischen Spielen 2004 in Athen eine Bronzemedaille in der Gewichtsklasse bis 48 kg Körpergewicht (KG) und war außerdem in den Jahren 2000 und 2003 Vize-Weltmeisterin.

## Werdegang
Patricia Miranda wurde als Tochter eines brasilianischen Einwanderer-Ehepaares geboren. Ihre Mutter verstarb schon, als sie 10 Jahre alt war. Sie besuchte die Redwood-Mittelschule und begann dort im Alter von 11 Jahren mit dem Ringen. Anschließend besuchte sie die Saratoya High School und rang dort im Schulteam notgedrungen auch gegen Jungen, weil damals das Frauenringen noch am Anfang stand und es kaum weibliche Gegnerinnen gab. Sie musste dabei erst den Widerstand ihres Vaters überwinden, dem dieser Umstand nicht gefiel. Trainiert wurde sie damals von Steve Buddie, Ray Bocker und Lloyd Asato.
Nach der High School besuchte Patricia Miranda die Stanford University. Sie schloss ihr Studium mit dem Bachelor-Grad in Wirtschaftswissenschaften und dem Mastersgrad in Politikwissenschaften ab und promovierte 2007 an der Yale Low School zum Dr. der Rechte.
Im Jahre 2004 heiratete sie Levi Weikel-Magden, der wie sie Dr. der Rechte ist und zusammen mit dem US-amerikanischen Nationaltrainer der Frauenmannschaft Terry Steiner das Training von Patricia Miranda übernahm. Patricia Miranda und ihr Ehemann wohnen in New Haven (Connecticut). Sie trainiert fast ausschließlich im Trainingszentrum des US-amerikanischen Ringerverbandes in Colorado Springs.
Im Jahre 1996 nahm Patricia Miranda erstmals an der US-amerikanischen Meisterschaft der Seniorinnen teil und belegte in der Gewichtsklasse bis 46 kg KG den 4. Platz. Seitdem hat sie bis zum Jahre 2008 bis auf das Jahr 2005 in jedem Jahr an dieser Meisterschaft teilgenommen und wurde in diesem Zeitraum insgesamt siebenmal US-amerikanische Meisterin den Gewichtsklassen bis 48 kg bzw. 51 kg KG.
Im Jahre 2000 nahm sie erstmals an einer internationalen Meisterschaft teil. Ihr gelang dabei bei der Weltmeisterschaft in Sofia gleich ein großer Erfolg, denn sie wurde hinter der dominierenden Japanerin Hitomi Sakamoto Vize-Weltmeisterin.
Als Dritte der US-amerikanischen Meisterschaft 2001 wurde sie in diesem Jahr nicht bei der Weltmeisterschaft eingesetzt. Im Jahre 2002 wurde Patricia Miranda in Maracaibo Pan Amerikanische Meisterin in der Klasse bis 51 kg KG vor Magdalena Arillano aus Mexiko und Flor Quispe Cordova aus Peru. Bei der Weltmeisterschaft dieses Jahres in Chalkidis/Griechenland verlor sie ihren ersten Kampf unglücklich gegen die Schwedin Ida Hellström mit 2:3 techn. Punkten. Dem damaligen Reglement entsprechend nützte ihr der nachfolgende überlegene Sieg über die Mongolin Tsogtbadsaryn Enchdschargal (13:1 techn. Punkte) nicht mehr viel. Sie kam damit nur auf den 11. Platz.
Im Jahre 2003 siegte Patricia Mirandi bei den Pan Amerikanischen Spielen in Santo Domingo in der Klasse bis 48 kg KG vor der starken Kanadierin Lindsay Belisle und Flor Quispe Cordova. Bei der sich anschließenden Weltmeisterschaft in New York erzielte sie vier Siege und stand damit im Endkampf gegen die mehrfache Weltmeisterin Irina Melnik-Merleni aus der Ukraine. Sie lieferte dieser enorm starken Gegnerin einen beherzten Kampf und unterlag nur knapp mit 4:5 techn. Punkten. Damit war sie zum zweiten Mal Vize-Weltmeisterin.
Im Jahre 2004 qualifizierte sich Patricia Miranda für die Teilnahme an den Olympischen Spielen in Athen, wo erstmals in der Geschichte der modernen Olympischen Spiele Frauenringen auf dem Programm stand. In Athen siegte sie über Li Hui aus China, Larissa Oorzak aus Russland und Mayelis Caripá aus Venezuela, unterlag aber im Halbfinale wieder gegen Irina Melnik-Merleni, deren Sieg diesmal mit 9:0 techn. Punkten recht deutlich ausfiel. Im anschließenden Kampf um die Bronzemedaille gelang Patricia Miranda aber dann ein fast ebenso deutlicher Sieg (12:4 techn. Punkte) über die Französin Angélique Berthenet-Hidalgo.
Nachdem sie im Jahre 2005 pausierte, wurde sie 2006 wieder US-amerikanische Meisterin vor Jennifer S. Wong und vertrat die Vereinigten Staaten wieder bei der Weltmeisterschaft in Guangzhou/China in der Gewichtsklasse bis 51 kg KG. Dabei gelang ihr mit drei Siegen und einer Niederlage gegen Hitomi Sakamoto der Gewinn der WM-Bronzemedaille.
Nachdem sie 2007 bei der Weltmeisterschaft nicht am Start war, scheiterte Patricia Miranda bei der US-amerikanischen Olympiaausscheidung ganz überraschend an Clarissa Chun, die sie in ihrer Laufbahn schon öfters besiegt hatte. Damit war ihr der Weg nach Peking versperrt. Sie resignierte aber nicht ist auch 2009 noch mit dabei.

## Internationale Erfolge
(OS = Olympische Spiele, WM = Weltmeisterschaft, KG = Körpergewicht)
- 2000, 2. Platz, WM in Sofia, bis 51 kg KG, hinter Hitomi Sakamoto, Japan, vor Ida Hellström, Schweden, Inessa Rebar, Ukraine u. Jelena Egochina, Russland;
- 2001, 4. Platz, Weltcup in Levallois, bis 51 kg KG, hinter Hitomi Sakamoto, Gao Yanzhi, China und Jelena Tolstenko, Russland, vor Teresa Pearson, Kanada;
- 2002, 1. Platz, Panamerikanische Meisterschaft in Maracaibo/Venezuela, bis 51 kg KG, vor Magdalena Arillano, Mexiko und Flor Quispe Cordova, Peru;
- 2002, 11. Platz, WM in Chalkidis/Griechenland, bis 48 kg KG, nach einer Niederlage gegen Ida Hellström und einem Sieg über Tsogtbadsaryn Enchdschargal, Mongolei;
- 2002, 1. Platz, New-York-Athletic-Club-Open, bis 48 kg KG, vor Krista Wells u. Sandra Padron, beide USA;
- 2003, 3. Platz, Panamerikanische Meisterschaft in Guatemala, bis 48 kg KG, hinter Mayelis Caripá, Venezuela u. Lindsay Belisle, Kanada, vor Flor Quispe Cordova;
- 2003, 3. Platz, Klippan-Ladies-Open, bis 48 kg KG, hinter Iryna Merleni, Ukraine und Brigitte Wagner, Deutschland, vor Clarissa Chun, USA;
- 2003, 1. Platz, Panamerikanische Spiele in Santo Domingo, bis 48 kg KG, vor Lindsay Belisle, Flor Quispe Cordova u. Mayelis Caripá;
- 2003, 2. Platz, WM in New York, bis 48 kg KG, mit Siegen über Lindsay Belisle, Maria del Mar Peralta, Spanien, Angélique Berthenet-Hidalgo, Frankreich u. Fani Psatha, Griechenland u. einer Niederlage gegen Iryna Merleni;
- 2003, 1. Platz, Weltcup in Tokio, bis 48 kg KG, vor Yang Zuying, China, Carol Huynh, Kanada u. Larissa Oorzak, Russland;
- 2004, 1. Platz, "Dave-Schultz"-Memorial in Colorado Springs, bis 48 kg KG, vor Brigitte Wagner, Lindsay Belisle und Clarissa Chun;
- 2004, 5. Platz, FILA-Test-Turnier in Athen, bis 48 kg KG, mit Siegen über Juli Woitowa, Ukraine u. Sara Sanchez Parra, Spanien, einer Niederlage gegen Chiharu Ichō, Japan und einem Sieg über Angélique Berthenet-Hidalgo;
- 2004, 1. Platz, Klippan-Ladies-Open, bis 48 kg KG, vor Inga Karamtschatkowa, Russland, Fani Psatha u. Mersini Koloni, beide Griechenland;
- 2004, 1. Platz, FILA-Manitoba-Open, bis 48 kg KG, vor Katie Kunimoto u. Sara Fulp-Allen, beide USA;
- 2004, 1. Platz, "Alexander-Medwed"-Turnier in Kiew, bis 48 kg KG, mit Siegen über Katsiaryina Wasilewskaja, Ukraine, Natalja Guschtschina, Russland, Eleonora Abutalipowa, Kasachstan und Carol Huynh;
- 2004, Bronzemedaille, OS in Athen, bis 48 kg KG, mit Siegen über Li Hui, China, Larissa Oorzak u. Mayelis Caripá, einer Niederlage gegen Iryna Merleni u. einem Sieg über Angélique Berthenet-Hidalgo;
- 2005, 2. Platz, New-York-Athletic-Club-Open, bis 51 kg KG, hinter Jennifer S. Wong u. vor Mary Kelly, beide USA, u. Belinda Chou, Kanada;
- 2006, 1. Platz, Canada-Cup in Guelph, bis 51 kg KG, vor Li Hui u. Liao Rong, beide China u. Erica Sharp, Kanada;
- 2006, 3. Platz, Weltcup in Tokio, bis 51 kg KG, hinter Ren Xuecheng, China u. Hitomi Sakamoto, vor Oleksandra Kohut, Ukraine u. Belinda Chou;
- 2006, 3. Platz, WM in Guangzhou/China, bis 51 kg KG, mit einem Sieg über Marta Podeworna, Polen, einer Niederlage gegen Hitomi Sakamoto, sowie Siegen über Bekzat Mustafa, Kasachstan u. Oleksandra Kohut;
- 2007, 1. Platz, "Dave-Schultz"-Memorial in Colorado Springs, bis 51 kg KG, vor Jennifer S. Wong, Erica Sharp u. Aljona Adaschinskaja, Russland;
- 2007, 2. Platz, Guelph-Open, bis 51 kg KG, hinter Stefanie Murata, USA, vor Belinda Chou;
- 2007, 1. Platz, Weltcup in Krasnojarsk, bis 51 kg KG, vor Zamira Rachmanowa, Russland, Ninako Hattori, Japan und Li Yaomei, China;
- 2007, 1. Platz, Golden-Grand-Prix in Tourcoing, bis 51 kg KG, vor Anna Trusowa, Russland, Aurelia Bassett, Frankreich u. Jennifer S. Wong;
- 2008, 1. Platz, "Dave-Schultz"-Memorial in Colorado Springs, bis 51 kg kG, vor Jessie Bondy, Kanada, Helen Maroulis u. Catherine Fulp-Allen, beide USA, u. Alexandra Engelhardt, Deutschland;
- 2008, 1. Platz, "Alexander-Medwed"-Turnier in Kiew, bis 48 kg KG, vor Carol Huynh u. Tatjana Bogartschuk, Kasachstan;
- 2009, 1. Platz, "Dave-Schultz"-Memorial in Colorado Springs, bis 51 kg KG, vor Jessie Bondy u. Alexandra Engelhardt

## US-amerikanische Meisterschaften
- 1996, 4. Platz, bis 46 kg,
- 1997, 5. Platz, bis 46 kg,
- 1998, 2. Platz, bis 46 kg,
- 1999, 4. Platz, bis 48 kg,
- 2000, 1. Platz, bis 48 kg,
- 2001, 3. Platz, bis 51 kg,
- 2002, 1. Platz, bis 51 kg,
- 2003, 1. Platz, bis 48 kg, vor Clarissa Chun u. Caythrina Betts,
- 2004, 1. Platz, bis 48 kg, vor Clarissa Chun u. Mary Kelly
- 2006, 1. Platz, bis 51 kg, vor Jennifer S. Wong
- 2007, 1. Platz, bis 51 kg,
- 2008, 1. Platz, bis 48 kg, vor Stephanie Murata